# Google Workspace
Google Workspace (anteriorment G Suite, Google Apps for Work i Google Apps for Your Domain) és un servei de Google que proporciona de manera independent les versions personalitzades de diversos productes de Google amb un nom de domini personalitzat pel client. Compta amb diverses aplicacions Web amb funcions similars als paquets ofimàtics tradicionals: Gmail, Google Groups, Google Calendar, Google Talk, Google Docs, Google Drive i Google Sites. Va ser la visió de Rajen Seth, un empleat de Google que més tard va desenvolupar Chromebooks.

## Descripció
Google Apps és gratuït i ofereix la mateixa quantitat d'emmagatzematge com en els comptes particulars de Gmail. Google Apps for Work està destinat a empreses i ofereix més emmagatzematge de correu electrònic. Està disponible per una quota anual/compte d'usuari. Google Apps per a sectors educatiu i per associacions sense ànim de lucre són gratuïts i tenen la mateixa capacitat d'emmagatzematge que les edicions per empreses. A banda de les aplicacions compartides (calendari, documents, etc.), hi ha Google Apps Marketplace, que és una botiga virtual per als usuaris de Google Apps. Conté diverses aplicacions, tant gratuïtes com de pagament, que es poden instal·lar per poder personalitzar l'experiència de l'usuari amb Google Apps.

## Google Apps for Work
És un servei de Google que proporciona diversos productes de Google amb un nom de domini personalitzat pel client. Compta amb diverses aplicacions web amb funcions similars a les suites ofimàtiques tradicionals, incloent Gmail, Hangouts, Calendar, Drive, Docs, Sheets, Slides, Groups, News, Play, Sites i Vault. Va ser la creació de Rajen Sheth, un empleat de Google que posteriorment va desenvolupar els Chromebooks.
Google Apps for Work és gratis per 30 dies i després té un cost de 4 € per compte d'usuari al mes, o 40 € per usuari a l'any. Google Apps for Education i Google Apps per a organitzacions sense finalitats de lucre són gratuïtes i ofereixen la mateixa quantitat d'emmagatzematge que els comptes de Google Apps for Work. A més de les apps compartides (Calendar, Docs, etc.), Google ofereix Google Apps Marketplace, una tenda d'apps per als usuaris de Google Apps. Conté diverses aplicacions, tant gratuïtes com de pagament, que poden ser instal·lades per personalitzar l'experiència de Google Apps for Work per a l'usuari. Hi ha una versió de per provar 14 dies de G Suite Gratis l'eina i si la vols comprar també hi ha codis promocionals de G Suite amb els que pots obtenir un descompte el primer any.